# Stormy Lake
Stormy Lake är en sjö i Kanada.   Den ligger i Parry Sound District och provinsen Ontario, i den sydöstra delen av landet, 300 km väster om huvudstaden Ottawa. Stormy Lake ligger 209 meter över havet. Den ligger vid sjön Restoule Lake.
I omgivningarna runt Stormy Lake växer i huvudsak blandskog. Trakten runt Stormy Lake är nära nog obefolkad, med mindre än två invånare per kvadratkilometer.